# Таня Савич
Таня Савич (на сръбски: Тања Савић или Tanja Savić) е сръбска попфолк певица. Родена е на 20 март 1985 в село Радинац, Смедерево, Сърбия, тогавашна Югославия. Става известна чрез първия сезон на телевизионното предаване Zvezde Granda (2004 г.) в което се класира сред шестте финалисти.

## Дискография

### Студийни албуми
- Tako mlada (2005)
- Tanja Savić (2008)
- Sestre po suzama (2009)

### Компилации
- Best of Tanja Savić (2010)